# الکساندر بوبلیک
الکساندر بوبلیک (Александр Станиславович Бублик؛ زادهٔ ۱۷ ژوئن ۱۹۹۷) تنیس‌باز اهل روسیه-قزاقستان است.